# Port lotniczy Lü Dao
Port lotniczy Lü Dao (IATA: GNI, ICAO: RCGI) – port lotniczy położony na wyspie Lü Dao na Tajwanie. Obsługuje wyłącznie połączenia krajowe.

## Linie lotnicze i połączenia
- Daily Air (Taidong)